# Bronllys Castle
Bronllys Castle är en lämning efter en medeltida motteborg i kommunen Powys i Wales.